# Déjeuner d'Oslo

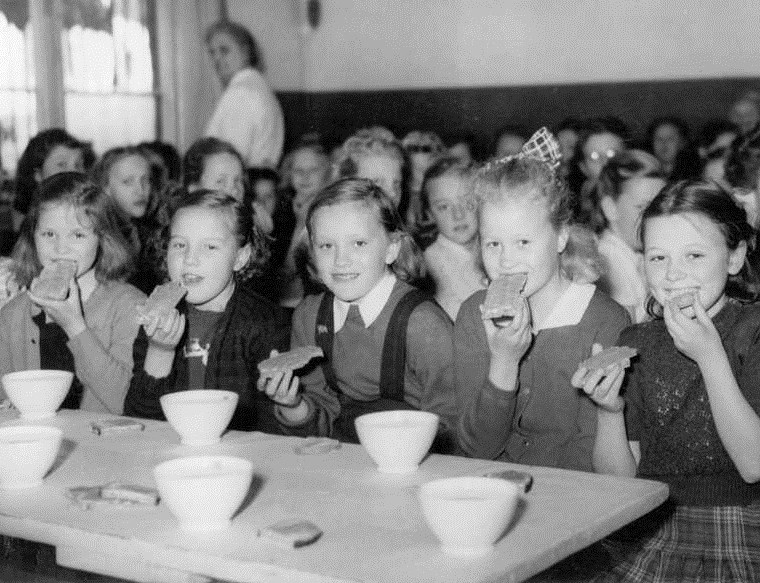
Petit-déjeuner à l'école de Bekkelaget en 1952. Photographie de Ragnar Johnsen.

Le déjeuner d’Oslo est le nom d’un menu de déjeuner, établi par le médecin Carl Schiøtz (1877-1938) dans les années 1930 et composé de 1/3 à 1/2 litre de lait frais, pain complet, Knekkebrøds, margarine, brunost, fruit (pomme, banane ou orange) ou légume (carotte ou rutabaga), et d’une cuiller à thé d’huile de foie de morue « pendant les mois avec un « r » dans leurs noms » en norvégien, c'est-à-dire de septembre à avril; ce déjeuner était servi à l’école avant le début des cours.
Son créateur a fait partie de la commission technique du comité à la santé qui se réunit pour la première fois à Londres en 1935 et établit le Rapport de Londres de la Société des Nations, en 1936, où le régime alimentaire est reconnu comme l’un des plus importants aspects de la médecine préventive. Schiøtz et son déjeuner ont modifié les habitudes alimentaires des Norvégiens et d’autres peuples, jusqu'en Australie.

## Genèse
En 1895, les repas de midi, créés à l’école par des dames désireuses de venir en aide aux enfants pauvres, sont intégrés dans le département des matières scolaires de la ville d’Oslo. Durant la Première Guerre mondiale, ces repas deviennent accessibles à tous les enfants ; ils sont composés d’une bouillie d’avoine.
Un médecin scolaire, Carl Schiøtz, critique leur utilité et leur cout. Il demande, dès 1921, qu’ils soient soumis au contrôle des services d’hygiène et convainc les politiciens de ce que la santé est plus importante que l’économie. À la suite de cela, au début des années 1930, les écoles d’Oslo offrent aux enfants un déjeuner avant le début des cours à la place d’un repas de midi chaud.

## Contexte
La découverte des vitamines, à la suite d'expérimentations scientifiques au début du XIXe siècle et considérées comme une « potion magique », amène progressivement les spécialistes de la santé, puis le grand public, à reconsidérer l’alimentation quotidienne et même la façon de cuisiner. Les crudités sont opposées aux aliments cuits, le naturel aux habitudes antérieures. Le concept d’une « alimentation naturelle » prend forme ; l’enfant, avec ses instincts, devient le centre de cette idéologie

## Apport de Schiøtz
Chef du service de santé à Kristiania en 1918, il critique les repas scolaires qui constituent le plus couteux des services sociaux des écoles de la ville et coutent 10 % de plus que le budget du service médical scolaire. Il considère en outre qu’ils sont inefficaces sur le plan de la santé et qu’ils sont même dangereux. Il décide de remplacer le repas de midi par un déjeuner, dont le lait frais constitue l’ingrédient le plus important, dans l’école de plein-air Sandaker destinée aux enfants pauvres et en mauvaise santé. Cette expérience, répétée dans d’autres écoles norvégiennes et à l’étranger, est un succès complet : des études montrent que la croissance est supérieure parmi les « mangeurs de déjeuner » à celle de ceux qui reçoivent le repas de midi, quant à la taille, la santé et la vigueur.

## Démarche éducative

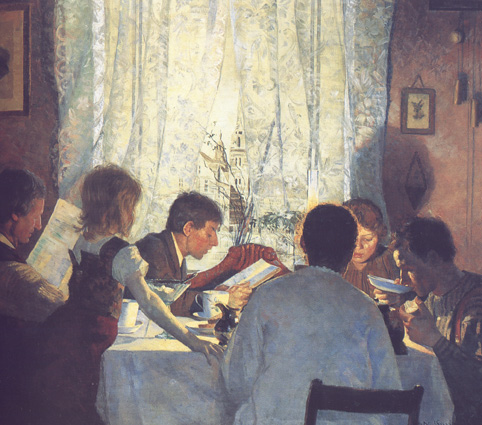
Un déjeuner à la maison en 1885 : D’après cette œuvre de Gustav Wentzel, au moins deux membres de la famille semblent ne pas accorder beaucoup d’intérêt au repas.

Le menu du déjeuner n’est pas la seule préoccupation de Schiøtz. Son organisation, son rituel, c’est-à-dire le moment du repas, le lieu de celui-ci, son déroulement même, sont pris en compte :
- Moment : Schiøtz considère que l’appétit est nécessaire pour faire accepter les aliments ; considérant qu’un enfant à peine réveillé et servi dans un endroit non aéré ne peut éprouver d’appétit et qu’une marche en plein air ouvre toujours l’appétit, il estime qu’il vaut mieux déjeuner à l’école plutôt qu’à la maison où ce repas est négligé ;
- Lieu : le repas doit être servi dans un local aéré (Schiøtz avait constaté que les odeurs de cuisine qui envahissaient toute l’école inhibaient l’appétit)[7];
- Déroulement : considérant qu’un déjeuner ne peut être pris à la hâte, Schiøtz fixe le laps de temps qui lui est consacré à une demi-heure ; le déjeuner doit être pris dans l’ordre et la discipline ; les enfants doivent apprendre à se débarrasser de leurs manteaux pour éliminer l’odeur de la sueur, à s’assoir en silence, à bien mâcher, à apprécier la nourriture ; des affiches rappellent qu’on ne peut boire et manger en même temps.
- L’aspect esthétique de la présentation est pris en considération car ce qui semble bon goute meilleur.

La réorganisation des repas scolaires fait partie d’un programme sanitaire général qui incite chacun à assumer sa propre responsabilité en matière de santé.

## Conséquence politique
L’organisation de repas scolaires avait opposé les partis politiques de droite et de gauche. L’introduction du déjeuner d’Oslo affecte le paysage politique ; droite et gauche mettent la santé au premier plan des préoccupations, mais avec des buts différents.
D’abord réservé à ceux qui en ont le besoin pour raisons de santé ou de besoin financier, le déjeuner est servi dans des locaux gardés par le médecin, l’infirmière et les enseignants. Après la victoire des travaillistes à l’élection de 1935, les portes des cantines sont ouvertes à tous ceux qui désirent prendre ce déjeuner.
Les problèmes économiques des années 1940 entrainent l’arrêt de ce service.

## Conséquence mondiale
Par rapport aux connaissances de son époque en matière de diététique, le déjeuner d’Oslo, simple à préparer, riche en vitamines, minéraux et fibres, constitue une parfaite base de vie et de santé.
Promu par une intense compagne publicitaire menée par la ville et le gouvernement, il s’impose dans la société norvégienne mais aussi dans les pays voisins.
Il sert plus tard de référence aux travaux du groupe nutrition de la Fondation française pour l'étude des problèmes humains et à l’introduction de la distribution de lait dans les écoles françaises.